# باشگاه فوتبال ولتون راورز
باشگاه فوتبال ولتون راورز (به انگلیسی: Welton Rovers Football Club) یک باشگاه فوتبال در شهر میدسامر نورتون، کشور انگلستان است که در سال ۱۸۸۷ میلادی تأسیس شده‌است.